# Hapsodrilus
Hapsodrilus is een geslacht van kevers uit de familie  
kniptorren (Elateridae).
Het geslacht is voor het eerst wetenschappelijk beschreven in 1975 door Costa.

## Soorten
Het geslacht omvat de volgende soorten:
- Hapsodrilus amydrus Casari-Chen, 1986
- Hapsodrilus funale (Candèze, 1863)
- Hapsodrilus ignifer (Germar, 1841)
- Hapsodrilus luculentus (Germar, 1841)
- Hapsodrilus pyrotis (Germar, 1841)